# 김도균 (교수)
김도균(1966년~)은 대한민국의 최초의 스포츠 마케터이며, 現경희대학교 체육 대학원의 교수이다.

## 생애
중동고등학교 졸업. 경희대학교에서 체육학 학사를 취득한 뒤 나이키 스포츠에서 8년동안 스포츠 마케팅팀에 근무하면서 대한민국 스포츠 마케팅의 기초를 놓았다. 
나이키 근무 중에 경희대학교 사회 체육 석사 학위를, 한국체육대학교에서 박사 학위를 취득했다. 나이키 퇴사후 World Cyber Games에 입사하여 e스포츠를 기반으로 한 사이버 올림픽 모델을 만들기 위하여 16개 국가를 초청하여 세계적인 게임 대회를 개최하였다.
이후 2002 한일 월드컵과 2002 부산 아시안 게임을 관리하는 ISL에 마케팅 이사로 근무하며 한일 월드컵 경기와 부산 아시안 게임 마케팅 업무를 총괄하였다.
2002년 9월 경희대학교에 입사하여 스포츠 산업- 마케팅 – 경영을 강의해오고 있다.
교수로서 각종 국제 이벤트(2018 평창 동계 올림픽, 2019 광주 세계수영선수권대회, 2014 인천 아시안 게임, 2011 세계 육상 선수권 대회)에 자문역할을 담당하여 성공적인 대회 개최를 위해 노력하였고, 스포츠 산업 협회장, 한국 체육 학회 회장, 스포츠 AI 빅데이터 학회장, 데상트 스포츠 재단 이사장 등을 역임하고 있다.
문화체육관광부, 대한체육회, 대한장애인체육회, 국민체육진흥공단의 스포츠 산업 및 마케팅 자문 역할을 수행하고 있다.

## 경력
- 2024~ 스포츠 AI 빅데이터 학회 회장
- 2024~ 데상트 스포츠 재단 이사장
- 2023~2024 경희대학교 교수의회 전체 의장
- 2023~2024 경희대학교 대학평의원회 의장
- 2022 항저우 장애인 아시안 게임 지원 부단장
- 2022 베이징 동계 패럴림픽 지원 부단장
- 2021 ~ 대한 장애인 체육회 마케팅 위원장
- 2021.1~2023.1 장애인 체육회 이사
- 2021.4~2023.4 대한체육회 이사
- 2020 도쿄 하계 패럴림픽 지원 부단장
- 2020.12~2022.12 제27대 한국체육학회 회장
- 2019 광주 세계 수영 선수권 대회 자원 봉사자 권익 부위원장
- 2018.2~2018.4 평창 동계 올림픽 권익 위원장
- 2018.1~2020.12 한국스포츠산업협회 회장
- 2019.1~2020.12 한국이벤트컨벤션학회 회장
- 2017.7~2019.12 한국3대3농구연맹 회장
- 2016.12~2017.12 한국스포츠산업협회 회장 직무대행
- 2016.11~2019.12 대한피트니스전문가협회 회장
- 2014.2~2018.2 경희대학교 체육대학 체육부장, 부학장
- 2014.1~2015.12 세계생활체육연맹 TAFISA 마케팅 커미셔너
- 2014.1~2015.12 한국스포츠산업경영학회 사무총장, 부회장
- 2014.1~2016 스포츠산업포럼 위원장
- 2014.1~ 한국스포츠미디어학회 부회장
- 2014.1~ 스포츠애널리스트협회 부회장
- 2014.1~2019.12 경기도체육회 이사
- 2013.5~2017.4 대한체육회 미래전략위원회 위원
- 2013~2014 문화 체육 관광부 스포츠산업 잡페어 준비위원장
- 2012.3.~ 2018 평창동계올림픽조직위원회 자문위원
- 2011~2016 국민생활체육회 자문위원
- 2010.1~2011.2 미국 U.C. 버클리 무도학과 교환교수
- 2010~2017 문화 체육 관광부 스포츠산업 정책 자문위원
- 2010~2014 2014 인천 아시아경기대회 조직위원회 마케팅 자문위원
- 2009~2013 국민체육진흥공단 자문위원
- 2007~2013 삼성경제연구소 스포테인먼트 경영 진행 교수
- 2006~2013 경희대학교 3급 생활체육지도자 연수원 원장
- 2002~ 경희대학교 체육대학원 교수
- 2001~2002 스포츠 마케팅 코리아 마케팅 이사
- 1999~2000 월드 사이버 게임즈 마케팅 팀장
- 1998~2010 두잇나우 대표이사
- 1991~1998 나이키 스포츠 코리아 스포츠 이벤트 마케팅 팀장

## 수상
- 2023 대한민국 공헌 대상 (체육 대상 수상)
- 2022 문화체육관광부장관 표창장
- 2021 한국스포츠미디어학회 어워즈 올해의 스포츠 학술 대상
- 2020 대한체육회장상
- 2019 국무총리 표창
- 2016 한국스포츠문화재단 스포츠 문화상
- 2015 스승의날 대통령 근정포장
- 2014 한국스포츠산업협회 공로상
- 2010 경희대학교 2008 연구성과 우수 교원 공로상
- 2009 문화체육관광부장관 표창장 (스포츠산업)

## 저서
- 스포츠 비즈니스 (2000. 오성출판사)
- 전략적인 현대 스포츠 경영 (2001. 금광출판사)
- 스포츠마케터 관리과정 교재 (2003.스포츠 과학 연구원)
- FIFA 월드컵 마케팅 (2004. 오성출판사)
- 스포츠 이벤트 기획 (2008. 대한미디어)
- 스포츠마케팅 (2011. 오래 출판사)
- 스포츠마케터의 세상(쉬운 길, 험한 길, 멋진 길!) (2021. DH미디어)